# 大特里亚农宫

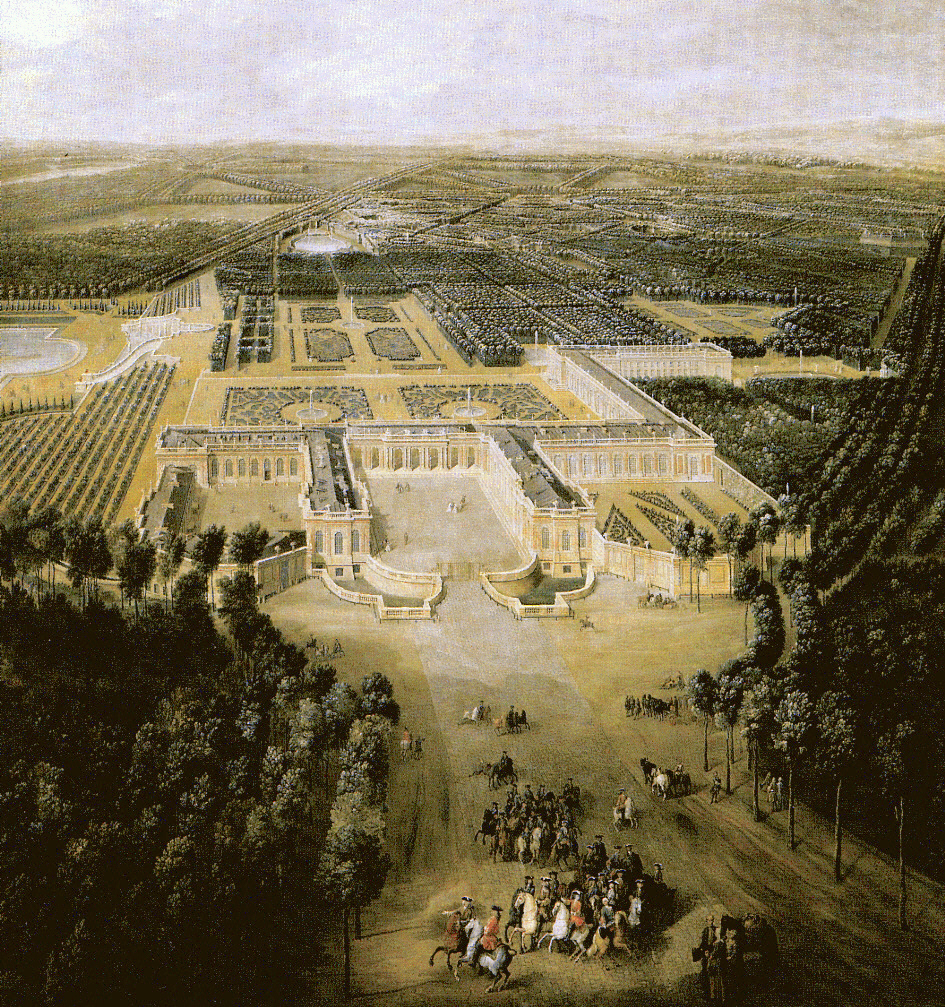
1700年的大特里亚农宫。

大特里亚农宫（法語：Grand Trianon，法語發音：[ɡʁɑ̃ tʁijanɔ̃]）位于凡尔赛宫的西北部，为路易十四和他的情妇蒙特斯庞侯爵夫人的住所，以及国王邀请宾客进便餐的地点。
大特里亚农宫所在的花园内还有较小的小特里亚农宫，由路易十五建于1762至1768年。

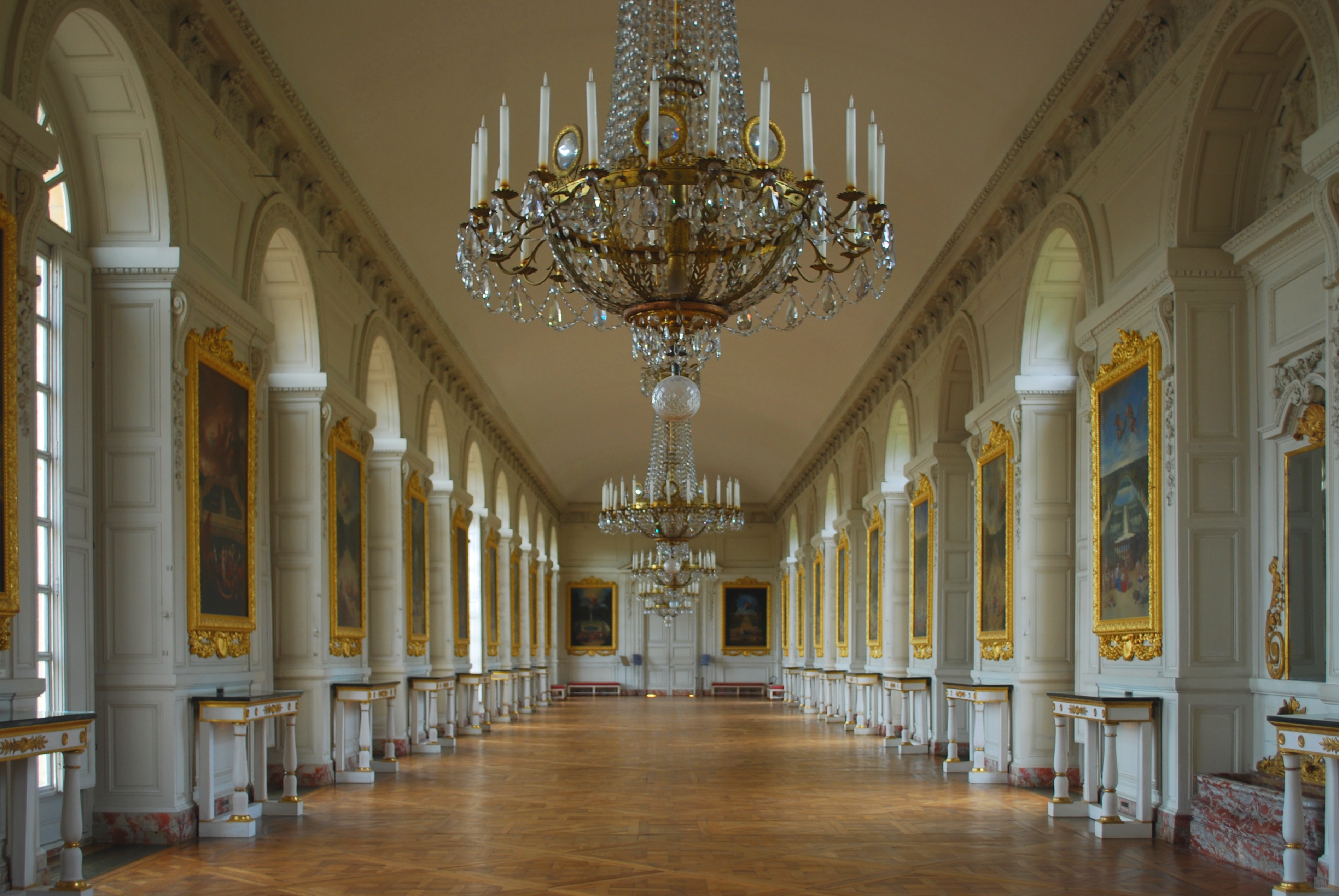
内部

1920年，特里亚农条约在此签订。